# Centeterus elongator
Centeterus elongator là một loài tò vò trong họ Ichneumonidae.